# 邢运明
邢运明（1955年5月—）山东人，中国人民解放军少将，第十一届、第十二届全国政协委员。曾任中國人民解放軍總政治部聯絡部部長、中華文化發展促進會常務副會長、中國國際友好聯絡會常務副會長。

## 生平
邢运明是中国共产党党员。1976年至1980年，邢运明任南京市外事局办事员。1980年7月至1987年8月，任江苏省人民政府外事办公室科长。1987年8月至1993年5月，历任中华人民共和国民政部副处长、处长。1993年5月至1996年3月，任中华人民共和国民政部副司长、中国红十字会理事。
1996年3月至1998年2月，邢运明任中国华扬财务集团有限公司副董事长。同时担任中国国际友好联络会理事。1998年2月至2003年，任中国华扬财务集团有限公司董事长。同时担任中国国际友好联络会副会长。2003年12月至2006年3月，任中国国际友好联络会副会长。同时担任华夏经纬信息科技有限公司董事长。2006年3月起，任中国国际友好联络会常务副会长。2005年，获授中国人民解放军少将军衔。邢运明曾任中国人民解放军总政治部联络部部长。后任中华文化发展促进会常务副会长（任至2015年换届）。
2008年1月，出任第十一届全国政协委员，代表对外友好界。2013年，连任第十二届全国政协委员，代表对外友好界，分入第四十七组。
2015年，邢运明卸任中国人民解放军总政治部联络部部长，继续担任中国国际友好联络会常务副会长、中华文化发展促进会会长。